# Morska Wola

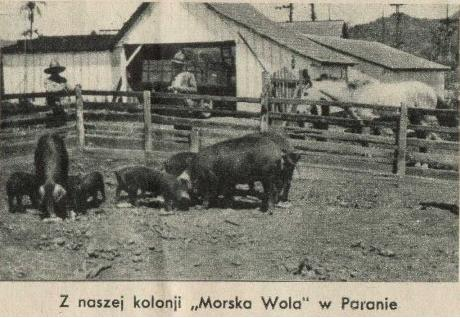
Morska Wola

Morska Wola – osada polska w Paranie w Brazylii. Założona w okresie międzywojennym z inicjatywy działaczy na rzecz kolonii polskich.
Morska Wola, założona ok. 1934, została podzielona na 286 działek po 25 ha i 62 działki miejskie po 100 x 60 metrów każda. Pierwsi osadnicy wyjechali w roku 1935. Koszt osadzenia jednej rodziny wynosił 3000 zł (ogromną większość pochłaniały koszty podróży, gdyż bez kosztów biletów było to 735 zł). W roku 1937 Morska Wola była zamieszkana w 50%. W wyniku nieprzychylnego stanowiska rządu Brazylii, opinii publicznej oraz braku zainteresowania emigracją do Brazylii (popularniejszym kierunkiem były Argentyna i Paragwaj), akcję zakończono w roku 1938.

## Literatura
- „Kolonizacja «Nowej Woli»” (z cyklu „Gawędy kolonjalne”), Polska na Morzu, nr 1 rok 2 / styczeń 1935 (online), ss. 9–10, wyd. Liga Morska i Kolonialna, Warszawa